# Kanton Sartilly
Kanton Sartilly (francouzsky Canton de Sartilly) byl francouzský kanton v departementu Manche v regionu Dolní Normandie. Tvořilo ho 13 obcí. Zrušen byl po reformě kantonů 2014.

## Obce kantonu
- Angey
- Bacilly
- Carolles
- Champcey
- Champeaux
- Dragey-Ronthon
- Genêts
- Jullouville (část)
- Lolif
- Montviron
- Saint-Jean-le-Thomas
- Saint-Pierre-Langers
- Sartilly